# Colin Rösler
Colin Rösler (Berlin, 2000. április 22. –) német születésű norvég korosztályos válogatott labdarúgó, a svéd Mjällby hátvédje.
Apja Uwe Rösler német labdarúgóedző.

## Pályafutása

### Klubcsapatokban
Colin Rösler a német fővárosban, Berlinben született. Az ifjúsági pályafutását norvég kluboknál kezdte, játszott például a Fjellhamar FK, a Hinna Fotball és a Viking csapatában is. 2010-ben az angol Manchester City akadémiájához igazolt.
2019-ben mutatkozott be a holland NAC Breda csapatában. Először a 2019. augusztus 30-ai, Volendam elleni mérkőzésen lépett pályára. Első gólját a 2021. március 28-ai, Graafschap elleni találkozón szerezte.
2022. január 8-án a norvég első osztályban szereplő Lillestrømhöz igazolt. 2022. április 2-án, a HamKam ellen 2–2-es döntetlennel zárult bajnokin debütált. 2023-ban a svéd Mjällby szerződtette.

### A válogatottban
Rösler 2020-ban debütált a norvég U21-es válogatottban. Először a 2020. szeptember 4-ei, Gibraltár elleni EB-selejtezőn lépett pályára.

## Statisztikák
2022. november 13. szerint
| Klub       | Szezon   | Osztály        | Bajnokság | Bajnokság | Kupa  | Kupa | Nemzetközi | Nemzetközi | Összesen | Összesen |
| Klub       | Szezon   | Osztály        | Meccs     | Gól       | Meccs | Gól  | Meccs      | Gól        | Meccs    | Gól      |
| ---------- | -------- | -------------- | --------- | --------- | ----- | ---- | ---------- | ---------- | -------- | -------- |
| NAC Breda  | 2019–20  | Eerste Divisie | 11        | 0         | 2     | 0    | —          | —          | 13       | 0        |
| NAC Breda  | 2020–21  | Eerste Divisie | 25        | 1         | 0     | 0    | —          | —          | 25       | 1        |
| NAC Breda  | 2021–22  | Eerste Divisie | 8         | 0         | 1     | 0    | —          | —          | 9        | 0        |
| NAC Breda  | Összesen | Összesen       | 44        | 1         | 3     | 0    | 0          | 0          | 47       | 1        |
| Lillestrøm | 2022     | Eliteserien    | 14        | 0         | 3     | 0    | 2          | 1          | 19       | 1        |
| Összesen   | Összesen | Összesen       | 58        | 1         | 6     | 0    | 2          | 1          | 66       | 2        |